# Маврици Полонський
Маврици Полонський Т. І. (пол. Maurycy Połoński; 22 жовтня 1780, Річиця — 17 січня 1836, Тернопіль) — польський і білоруський церковний діяч, священик-єзуїт, педагог.

## Життєпис
Народився в м. Річиця (Білорусь). До єзуїтів уступив 29 січня 1796 року на новіціат у Полоцьку. Професор французької мови в Дюнабургу (1798—1800) і Полоцьку (1802—1803), керівник конвікту і професор французької мови у Вітебську (1803—1804), професор риторики у Вітебську (1804—1805). 15 серпня 1805 року склав професію чотирьох обітів, а 1807 року отримав священиче рукоположення в Полоцьку. Професор фізики й архітектури в Могильові (1809—1810), керівник конвікту і професор архітектури у Вітебську (1810—1812), професор грецької мови в Полоцьку (1813—1815), префект шкіл у Вітебську (1815—1819) і Полоцьку (1819—1820). Публікував статті в «Полоцький щомісячник» (пол. «Miesięcznik Połocki»).
Після вигнання єзуїтів з Російської імперії в 1820 році, переїхав до Тернополя, де в 1821—1828 роках викладав грецьку і латинську мови в тамтешній новозаснованій єзуїтській колегії. Проповідник (1823—1936), префект будівництва вівтарів у подомініканському храмі (1830—1832) і капелан в'язниці й шпиталю (1832—1835). Побудував і утримував у Тернополі міський шпиталь.